# Херксхайм-ам-Берг
Хе́рксхайм-ам-Берг (нем. Herxheim am Berg, пфальц. Herxm am Bersch) — коммуна в Германии, в земле Рейнланд-Пфальц.
Входит в состав района Бад-Дюркхайм. Подчиняется управлению Фрайнсхайм. Население составляет 719 человек (на 31 декабря 2010 года). Занимает площадь 4,35 км².